# Primula serratifolia
Primula serratifolia är en viveväxtart som beskrevs av Adrien René Franchet. Primula serratifolia ingår i släktet vivor, och familjen viveväxter. Inga underarter finns listade i Catalogue of Life.